# Conner (Philippinen)
Conner ist eine philippinische Stadtgemeinde in der Provinz Apayao. Sie hat 26.051 Einwohner (Zensus 1. August 2015).

## Baranggays
Conner ist politisch unterteilt in 21 Baranggays.
| - Allangigan - Buluan - Caglayan (New Pob.) - Calafug - Cupis - Daga - Guinamgaman - Karikitan - Katablangan - Malama - Manag | - Nabuangan - Paddaoan - Puguin - Ripang (Old Pob.) - Sacpil - Talifugo - Banban - Guinaang - Ili - Mawegui |